# Гетто в Щебжешине
Гетто в Щебжешине — еврейское гетто, созданное нацистами в период оккупации Польши во время Второй мировой войны в городе Щебжешин. Существовало с декабря 1939 года по 24 октября 1942 года.

## История
До 1939 года в Щебжешине проживало около 3200 евреев. 13 сентября 1939 года город был оккупирован нацистами. В то же день немецкие солдаты ворвались в синагогу и заставили верующих сжечь свитки Торы на улице. Оккупанты разграбили еврейские магазины. Немецкие подразделения вышли из Щебжешина 27 сентября, уступив его Красной армии. Советские войска оставались до 5 октября. Когда же они, согласно пакту Молотова—Риббентропа, отошли за Буг, то многие евреи Щебжешина отправились с ними. Уже 9 октября немецкие войска вернулись в город. 15 октября произошла реорганизация польской полиции, и она перешла под управление оккупантов.
С возвращением нацистов возобновились акты насилия. Помимо прочего, верующим евреям против их воли стригли бороды и пейсы. Мужчин от 15 до 60 лет ежедневно отправляли на принудительные работы. В частности на строительство военных лагерей в Замостье и аэродрома в районе Бидачува. 22 октября нацисты приказали всем евреям города собраться на рыночной площади. В это же время оккупанты грабили их дома и магазины. Позже одиннадцать евреев были обвинены и арестованы в нападении на солдата вермахта. Ночью 15 ноября оккупанты подожгли синагогу, позже обвинив в этом местных евреев. Это стало поводом для требования с них компенсации в 10 000 злотых.

## Гетто
В декабре 1939 года в Щебжешине было создано открытое гетто. Туда согнали евреев города. 19 декабря в гетто Щебжешина депортировали 180 евреев, в основном женщин и детей, из Влочавка. 20 декабря узникам гетто было приказано носить желтую нашивку на одежде и Звезду Давида на рукавах. В начале 1940 года нацисты организовали в Шебжешине юденрат. Он состоял из шести членов. Вскоре один из них — Хирш Гецел Хохбаум, — покончил жизнь самоубийством. В задачи юденрата входила поставка рабочей силы для оккупантов, сбор «пожертвований» с евреев и раздача продовольственных пайков.
130 мужчин из гетто в июне 1940 года были отправлены на осушение болот в трудовой лагерь в Бялобжеги. В декабре 1941 года нацисты приказали евреям сдать все имеющиеся у них меховые изделия. Те из них, кто попытался спрятать меха, были расстреляны. Из-за холода, голода, тесноты и антисанитарии в гетто Щебжешина в январе 1942 года началась эпидемия тифа. Население гетто к апрелю 1942 года составляло более 3000 человек, в число которых входили и беженцы. В то же время было создано еврейское полицейское подразделение, состоящее из восьми человек.

## Ликвидация гетто
В мае 1942 года в гетто начались депортации и убийства узников. 8 мая сотрудники гестапо арестовало четырех евреев и убили их в Звежинце. Утром, прибывшие из Замостья гестаповцы, собрали около 2000 евреев на площади и начали по ним стрелять. В результате около 100 узников гетто были убиты, многие ранены. «Чтобы покрыть стоимость использованных пуль» нацисты обратились к юденрат и потребовали от него три килограмма кофе и 2000 злотых.
В конце мая около 300 узников гетто были отправлено в лагерь смерти Белжец. Неизвестна судьба десятков евреев из гетто в Щебжешине, которых нацисты арестовали 23 июня и вывезли 23 июня в сторону Билгорая. В тот же день были убиты 20 евреев, находившихся в тюрьме. 8 августа 400 евреев отправили в товарных вагонах в лагерь смерти Белжец. Тогда же вывезли за город и расстреляли 200 престарелых узников гетто. 700 евреев несколько дней спустя были отправлены в лагерь смерти Хелмно и там были убиты нацистами. Последние выжившие узники гетто с 21 по 24 октября были отправлены в Белжец.
Многие евреи пытались бежать, но большая часть из них была пойманы и расстреляны нацистами. Из-за враждебного отношения местного населения, часть из бежавших были переданы немцам или убиты крестьянами, в домах которых они пытались укрыться. Выжить удалось лишь немногим узникам гетто.